# Férfi gerelyhajítás az 1976. évi nyári olimpiai játékokon
Az 1976. évi nyári olimpiai játékokon az atlétika férfi gerelyhajítás versenyszámát július 25. és 26. között rendezték a montréali Olimpiai Stadionban.

## Rekordok
A versenyt megelőzően a következő rekordok voltak érvényben férfi gerelyhajításban:
| Világrekord     | Klaus Wolfermann (FRG) | 94,08 m | Leverkusen, NSZK | 1973. május 5.      |
| Olimpiai rekord | Klaus Wolfermann (FRG) | 90,48 m | München, NSZK    | 1972. szeptember 3. |

A versenyen új világ- és olimpiai rekord született:
| Németh Miklós (HUN) | 94,58 m | Montréal, Kanada | 1976. július 26. |

## Eredmények
Az eredmények méterben értendők. A rövidítések jelentése a következő:
| - x: rontott kísérlet - WR: világcsúcs - NM: érvényes kísérlet nélkül - DNS: nem indult |

### Selejtező

#### A csoport
| Helyezés | Összesített | Név                    | Dobások | Dobások | Dobások | Eredmény | Megjegyzés |
| Helyezés | Összesített | Név                    | 1.      | 2.      | 3.      | Eredmény | Megjegyzés |
| -------- | ----------- | ---------------------- | ------- | ------- | ------- | -------- | ---------- |
| 1.       | 1.          | Seppo Hovinen (FIN)    | 89,76   | —       | —       | 89,76 m  |            |
| 2.       | 2.          | Németh Miklós (HUN)    | 89,28   | —       | —       | 89,28 m  |            |
| 3.       | 6.          | Jorma Jaakola (FIN)    | 83,84   | —       | —       | 83,84 m  |            |
| 4.       | 7.          | Piotr Bielczyk (POL)   | 82,56   | —       | —       | 82,56 m  |            |
| 5.       | 8.          | Michael Wessing (FRG)  | 75,98   | 78,28   | 82,54   | 82,54 m  |            |
| 6.       | 9.          | Terje Thorslund (NOR)  | 82,52   | —       | —       | 82,52 m  |            |
| 7.       | 10.         | Jānis Lūsis (URS)      | 82,08   | —       | —       | 82,08 m  |            |
| 8.       | 14.         | Gheorghe Megelea (ROU) | 80,28   | —       | —       | 80,28 m  |            |
| 9.       | 16.         | Hannu Siitonen (FIN)   | 79,38   | —       | —       | 79,38 m  |            |
| 10.      | 19.         | Boros Sándor (HUN)     | 77,60   | 77,18   | 70,06   | 77,60 m  |            |
| 11.      | 20.         | Paragi Ferenc (HUN)    | 73,54   | 77,48   | 75,76   | 77,48 m  |            |

#### B csoport
| Helyezés | Összesített | Név                     | Dobások | Dobások | Dobások | Eredmény | Megjegyzés |
| Helyezés | Összesített | Név                     | 1.      | 2.      | 3.      | Eredmény | Megjegyzés |
| -------- | ----------- | ----------------------- | ------- | ------- | ------- | -------- | ---------- |
| 1.       | 3.          | Phil Olsen (CAN)        | 87,76   | —       | —       | 87,76 m  |            |
| 2.       | 4.          | Sam Colson (USA)        | 72,28   | 71,74   | 86,64   | 86,64 m  |            |
| 3.       | 5.          | Vaszil Jersov (URS)     | 85,68   | —       | —       | 85,68 m  |            |
| 4.       | 10.         | Amado Morales (PUR)     | 82,08   | —       | —       | 82,08 m  |            |
| 5.       | 12.         | Valentin Dzsonev (BUL)  | 75,66   | 80,84   | —       | 80,84 m  |            |
| 6.       | 13.         | Bjørn Grimnes (NOR)     | 73,74   | 80,32   | —       | 80,32 m  |            |
| 7.       | 15.         | Anthony Hall (USA)      | 79,56   | —       | —       | 79,56 m  |            |
| 8.       | 17.         | Jacques Aye Abehi (CIV) | 74,76   | 78,40   | 70,10   | 78,40 m  |            |
| 9.       | 18.         | Richard George (USA)    | X       | 78,32   | 64,96   | 78,32 m  |            |
| 10.      | 21.         | Óskar Jakobsson (ISL)   | 72,78   | 71,90   | X       | 72,78 m  |            |
| 11.      | 22.         | Ghassan Faddoul (LIB)   | X       | 54,92   | 53,90   | 54,92 m  |            |
| —        | —           | Urs von Wartburg (SUI)  | X       | X       | X       | NM       |            |

### Döntő
| Helyezés | Név                    | Dobások | Dobások | Dobások | Dobások | Dobások | Dobások | Eredmény | Megjegyzés |
| Helyezés | Név                    | 1       | 2       | 3       | 4       | 5       | 6       | Eredmény | Megjegyzés |
| -------- | ---------------------- | ------- | ------- | ------- | ------- | ------- | ------- | -------- | ---------- |
| Arany    | Németh Miklós (HUN)    | 94,58   | —       | —       | 83,32   | 84,76   | 86,84   | 94,58 m  | WR         |
| Ezüst    | Hannu Siitonen (FIN)   | 87,92   | X       | 86,58   | X       | X       | 80,92   | 87,92 m  |            |
| Bronz    | Gheorghe Megelea (ROU) | 87,16   | 83,16   | 82,92   | 82,10   | X       | X       | 87,16 m  |            |
| 4.       | Piotr Bielczyk (POL)   | X       | 77,90   | 86,50   | 81,00   | 82,28   | 82,94   | 86,50 m  |            |
| 5.       | Sam Colson (USA)       | 77,70   | 85,08   | 86,16   | X       | X       | X       | 86,16 m  |            |
| 6.       | Vaszil Jersov (URS)    | 85,26   | X       | 77,06   | X       | 78,32   | 82,50   | 85,26 m  |            |
| 7.       | Seppo Hovinen (FIN)    | 83,46   | 83,92   | 84,26   | X       | X       | X       | 84,26 m  |            |
| 8.       | Jānis Lūsis (URS)      | 79,74   | 77,58   | 73,76   | 74,00   | X       | 80,26   | 80,26 m  |            |
|          |                        |         |         |         |         |         |         |          |            |
| 9.       | Michael Wessing (FRG)  | 78,44   | X       | 79,06   |         |         |         | 79,06 m  |            |
| 10.      | Terje Thorslund (NOR)  | 78,24   | X       | 76,48   |         |         |         | 78,24 m  |            |
| 11.      | Phil Olsen (CAN)       | X       | X       | 77,70   |         |         |         | 77,70 m  |            |
| 12.      | Amado Morales (PUR)    | 71,30   | X       | 75,54   |         |         |         | 75,54 m  |            |
| 13.      | Bjørn Grimnes (NOR)    | X       | 73,24   | 74,88   |         |         |         | 74,88 m  |            |
| 14.      | Valentin Dzsonev (BUL) | 73,16   | X       | 73,88   |         |         |         | 73,.88 m |            |
| 15.      | Anthony Hall (USA)     | X       | 68,92   | 71,70   |         |         |         | 71,70 m  |            |
| —        | Jorma Jaakola (FIN)    | —       | —       | —       |         |         |         | DNS      |            |